# Wino pomarańczowe

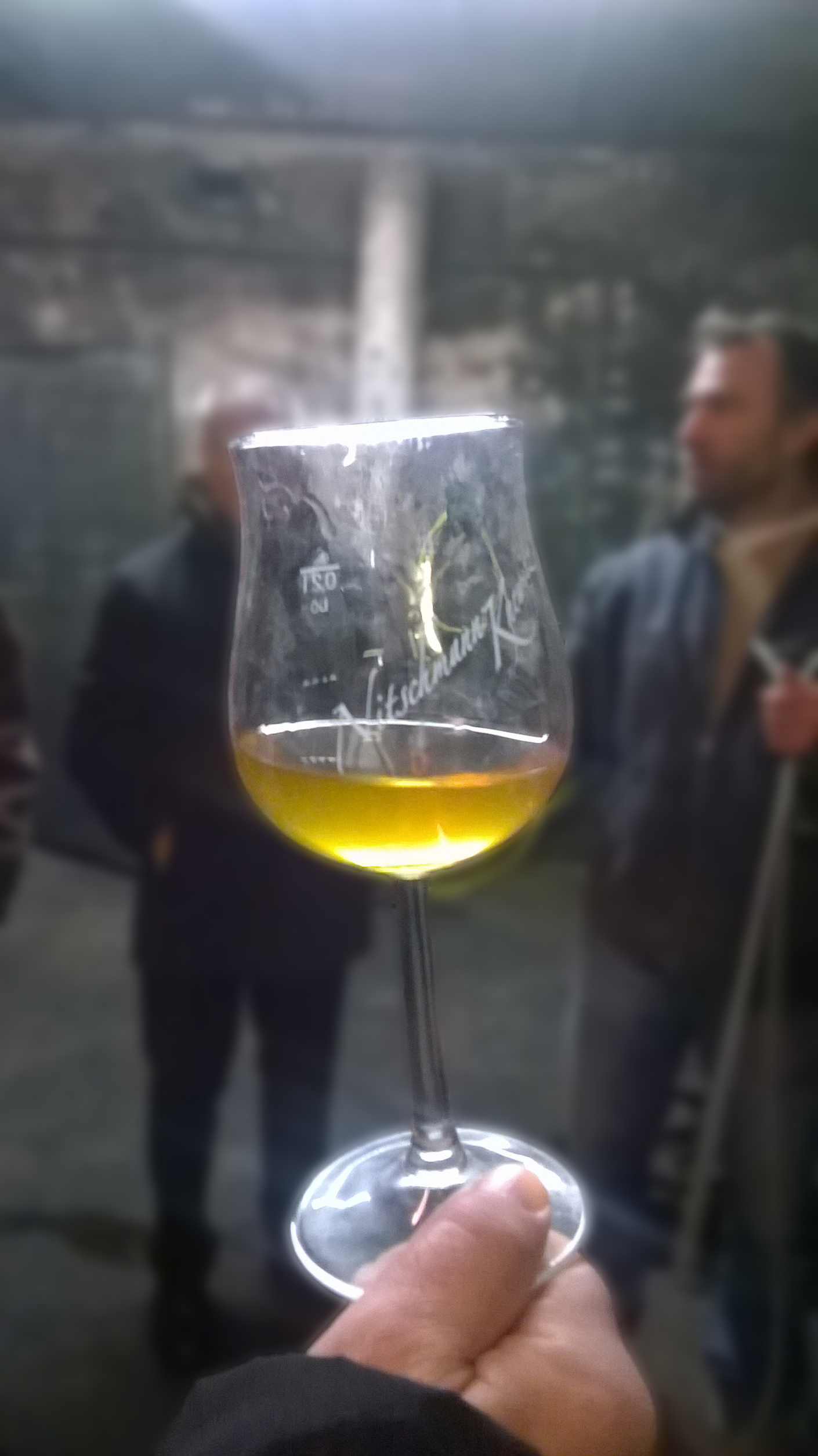
Wino pomarańczowe przed dekantacją

Wino pomarańczowe – rodzaj wina produkowanego z winogron o jasnej skórce. Skórki nie są od razu usuwane z moszczu, ale macerują się w nim od kilku tygodni do roku. Różni się to od winifikacji wina białego, w której sok jest od razu tłoczony i poddawany fermentacji już bez skórek. Skórki zawierają barwniki, fenole i taniny, normalnie niepożądane w winie białym, ale stanowiące ważne składniki wina czerwonego i pomarańczowego. 

## Historia
Wina pomarańczowe były produkowane od setek lat w Słowenii i włoskim regionie Friuli-Venezia Giulia, i od tysięcy lat w Gruzji. Zostały one spopularyzowane na nowo przez włoskich i słoweńskich winiarzy, którzy zainteresowali się tą praktyką podczas pobytu w Gruzji, przywieźli gruzińskie kwewri, i winifikować grona tą techniką najpierw we Friuli i okolicach Gorycji. Obecnie wino pomarańczowe produkuje się w Słowenii, Chorwacji, Austrii, Niemczech, Nowej Zelandii, Kalifornii i na Słowacji.
Macerowane białe wina były popularne we Włoszech do lat 50. i 60. XX wieku, kiedy zaczęły być wypierane z mody przez „technicznie poprawne” białe wina i ich popularność.
Nazwa „wino pomarańczowe” (ang. orange wine) została wymyślona i spopularyzowana w 2004 przez brytyjskiego importera, Davida A. Harveya.
W Gruzji ten rodzaj wina jest znany jako ქარვისფერი ღვინო (Karvisperi ghvino) – „wino bursztynowe”.